# (ど‾(エ)‾や)b 顔ツア→ 2012 ハジ→めてのワンマン in 東京ファイナル〜風邪っぴきでも、ええぢゃないかっ♪♪。〜
『(ど￣(エ)￣や)b 顔ツア→ 2012 ハジ→めてのワンマン in 東京ファイナル〜風邪っぴきでも、ええぢゃないかっ♪♪。〜』は、ハジ→の1枚目のライブDVDである。

## 概要
- 初のワンマンツアー『(ど￣(エ)￣や)b 顔ツア→ 2012〜ハジ→めてのワンマン〜』から2012年12月6日に渋谷DUO MUSIC EXCHANGEで行われた最終公演の模様を収録。
- 特典映像として、インディーズ3rdミニアルバム『ハジバム3。』収録曲「踊れジャポネ→ゼ♪♪。」のオフィシャルPVを収録。

## 収録映像曲
- ライブ本編

1. ハジ→From→仙台。
2. EVERY☆BODYww♪♪。
3. 踊れジャポネ→ゼ♪♪。
4. 真夜中仙台国分町。
5. 春色。
6. 証。
7. 人生は素晴らしい物語。
8. 指輪と合鍵。feat. Ai from RSP
9. ずっと。
10. our days。〜僕らの日々〜
11. シアワセサガシ。
12. 大切なこと。
13. 瞬く間。
14. P.S...。
15. おまえに。
16. あなた。
17. たからもの。 feat. SA.RI.NA
18. KING☆OF☆SUMMER。

- 特典映像

1. 踊れジャポネ→ゼ♪♪。 オフィシャルPV